# 夏井亜美
夏井 亜美（なつい あみ、1983年12月11日 - ）は、日本の女優・タレント・元アナウンサー。元アリュール所属。旧芸名：桜井あみ。
現在はオリジナルビデオなどで女優業を行うほか、パラダイステレビのアナウンサーとして『裸のニュースステーション』などの番組に出演していた。
東京都出身。

## 出演作品

### オリジナルビデオ
- 熱い肉体 イヤと言えない女（2002年撮影、レジェンドピクチャーズ）ドラマ初出演
- したくてしたくてたまらないOL（2003年撮影、レジェンドピクチャーズ）
- SEX個人レッスン 後ろから前から（2003年撮影、レジェンドピクチャーズ）
- あぶない通勤電車（2003年、ENGEL）
- 妹の甘い唇 幼い鼓動（2003年撮影、レジェンドピクチャーズ）
- 人妻熟女の危険な香り（2004年撮影、レジェンドピクチャーズ）：主演（配信時タイトル「人妻の危険な妄想　愛蜜地獄」）
- クーガの城（2004年、GPミュージアムソフト）
- 怨霊 鬼気迫る女の呪い（2005年、シネマファスト）
- 悪魔のえじき サードバイブレーション（2005年、JVD）
- ゾンビオブザデッド エボリューションキング（2006年、JVD）
- 令嬢ナース か・ん・じ・る・白い制服（2008年撮影、レジェンドピクチャーズ）：主演

### 成人映画
- 獣になった人妻（2008年、新東宝映画）
- 本番オーディション〜やられっぱなし（2009年、新東宝映画）共演:日高ゆりあ[2]

### テレビ番組
- 裸のニュースステーション3（パラダイステレビ、2007年8月 - 2009年9月）
- NEWS ERO（パラダイステレビ、2009年10月 - 2010年3月）
- 大人の自由時間「熟女たちの井戸端会議」（BS11デジタル、2008年10月24日放送分）※黄金咲ちひろとともに司会を担当。
- エロ生☆パラダイス（GyaOジョッキー、2009年2月10日放送分）[1]